# Pequeña revancha
Pequeña revancha és una pel·lícula de Veneçuela dirigida el 1986 per Olegario Barrera Monteverde, amb guió seu basat en la narració "La composición" d'Antonio Skármeta. Va ser nominada als I Premis Goya com a millor pel·lícula estrangera de parla hispana. També va rebre el Premi Especial de la TVE a Nous Realitzadors al Festival Internacional de Cinema de Sant Sebastià de 1985 i els premis de la crítica i del jurat al Festival de l'Havana.

## Sinopsi
Pedro és un nen de 12 anys que viu a un poble on qualsevol pregunta es contesta amb repressió. Té una xicota, Matilde, i un gos Rocky. El mestre i el pare d'un amic seu són arrestats pels militars. La mort del seu gos fa que vulgui revenja.